# Shimshon Holzman
Shimshon Holzman (hebr. שמשון הולצמן) (ur. 1907 w Samborze, zm. 1986 w Tel Awiw-Jafie) – izraelski malarz pochodzenia polskiego.

## Życiorys
Urodził się w 1907 w Samborze jako syn Fajwela Holcmana, który był artystą malarzem, tworzył malowidła w synagogach. W 1922 Fajwel z trzema synami wyemigrował do Palestyny i zajął się zdobieniem malowidłami wnętrz domów, ich malowidła ścienne i sufitowe do dziś zdobią wnętrza hotelu King David. W połowie lat dwudziestych Shimshon Holzman uznał, że jego powołaniem jest malarstwo i dołączył do pracowni Icchaka Frenkela w Tel Awiwie.
Pod koniec lat dwudziestych Holzman wyjechał do Paryża, aby doskonalić swoją sztukę i zamieszkał na Montmartre, gdzie pracował jako malarz i studiował w Académie de la Grande Chaumière. Podczas pobytu tam nauczył się pod kierunkiem Chaima Soutine, jak doceniać sztukę i jak ją tworzyć. Holzman był pod silnym wpływem francuskiego impresjonizmu i malarzy tego ruchu, których bliżej poznał podczas pobytu w Paryżu. Wpływ na jego styl miały również obrazy Paula Gauguina, Henriego Matisse’a, Paul Cézanne’a i André Deraina.
Shimshon Holzman w Paryżu prezentował swoje prace podczas wystaw indywidualnych, mimo odniesionego sukcesu na początku lat 30. XX wieku wrócił do Palestyny. Po powrocie brał udział w ogólnej wystawie artystów Mandatu Palestyny z okazji otwarcia Muzeum w Tel Awiwie w 1932 oraz dwie wystawy indywidualne. W latach 1934–1935 ponownie przebywał w Paryżu, gdzie brał udział w wystawie malarstwa olejnego w Salonie Tuileries. W 1947 miał indywidualną wystawę w Marlborough Gallery w Londynie, a w 1948 brał udział w Biennale w Wenecji. W 1937 został pierwszym laureatem Nagrody Artystycznej im. Dizengoffa, w 1959 otrzymał ją ponownie. Holzman był jednym z założycieli Safed Artist’s Kiryat, a wielu czołowych izraelskich malarzy podążało za nim w latach 50. XX wieku.

## Twórczość
Shimshon Holtzman znaczną cześć obrazów namalował techniką olejną na płótnie, ale główną część jego twórczości stanowią akwarele pejzażowe, które przyniosły mu największą sławę. Za życia uważany był za jednego z najwybitniejszych akwarelistów izraelskich na świecie. Holtzman namalował setki akwareli przedstawiających izraelskie krajobrazy, zwłaszcza Safed, górę Meron, Tyberiadę, Jarkon i Jaffę. Najbardziej znanym motywem jego obrazów w rejonie Tyberiady są trzy drzewa eukaliptusowe stojące na niewielkim cyplu, z wodą za nimi i po prawej stronie, a w tle miasto Migdal i góry Safed.